# Sabūhīn
Sabūhīn (persiska: سپوهين, سبوهين) är en ort i Iran.   Den ligger i provinsen Qazvin, i den nordvästra delen av landet, 140 km nordväst om huvudstaden Teheran. Sabūhīn ligger 1 595 meter över havet och antalet invånare är 109.
Terrängen runt Sabūhīn är kuperad västerut, men österut är den bergig. Runt Sabūhīn är det ganska tätbefolkat, med 108 invånare per kvadratkilometer. Närmaste större samhälle är Rāzmīān, 9,0 km norr om Sabūhīn. Trakten runt Sabūhīn består i huvudsak av gräsmarker.